# Shades of a Blue Orphanage
| Recensione              | Giudizio   |
| ----------------------- | ---------- |
| AllMusic                | [ 1 ]      |
| Sputnikmusic            | 2.9 (Good) |
| Dizionario del Pop-Rock | [ 3 ]      |
| 24.000 dischi           | [ 4 ]      |

Shades of a Blue Orphanage è il secondo album in studio della band irlandese Thin Lizzy, pubblicato nel marzo del 1972.
Il titolo è una combinazione delle precedenti band dei membri: Shades of Blue e Orphanage.

## Tracce
Lato A
1. The Rise and Dear Demise of the Funky Nomadic Tribes – 7:05 (Phil Lynott, Eric Bell, Brian Downey)
2. Buffalo Gal – 5:28 (Phil Lynott)
3. I Don't Want to Forget How to Jive – 1:46 (Phil Lynott)
4. Sarah – 2:58 (Phil Lynott)
5. Brought Down – 4:18 (Phil Lynott)

Lato B
1. Baby Face – 3:25 (Phil Lynott)
2. Chatting Today – 4:17 (Phil Lynott)
3. Call the Police – 3:35 (Phil Lynott)
4. Shades of a Blue Orphanage – 7:02 (Phil Lynott)

Edizione CD del 2007, pubblicato dalla Decca Records (984 448-2)
1. The Rise and Dear Demise of the Funky Nomadic Tribes – 7:09 (Phil Lynott, Eric Bell, Brian Downey)
2. Buffalo Gal – 5:30 (Phil Lynott)
3. I Don't Want to Forget How to Jive – 1:56 (Phil Lynott)
4. Sarah – 2:50 (Phil Lynott)
5. Brought Down – 4:19 (Phil Lynott)
6. Baby Face – 3:27 (Phil Lynott)
7. Chatting Today – 4:18 (Phil Lynott)
8. Call the Police – 3:38 (Phil Lynott)
9. Shades of a Blue Orphanage – 7:05 (Phil Lynott)
10. Whisky in the Jar – 5:45 (Tradizionale; arrangiamento di: Phil Lynott, Eric Bell e Brian Downey) – Bonus Track - Full-length Version of Single Track
11. Black Boys on the Corner – 3:24 (Phil Lynott) – Bonus Track - Single B Side
12. Buffalo Gal – 5:10 (Phil Lynott) – Bonus Track - 1977 Overdubbed & Remixed Version
13. Sarah – 2:47 (Phil Lynott) – Bonus Track - 1977 Overdubbed & Remixed Version
14. Brought Down – 3:06 (Phil Lynott) – Bonus Track - 1977 Overdubbed & Remixed Version
15. Suicide – 4:03 (Phil Lynott) – Bonus Track - BBC Radio 1 John Peel Session
16. Black Boys on the Corner – 3:07 (Phil Lynott) – Bonus Track - BBC Radio 1 John Peel Session
17. Saga of the Ageing Orphan – 3:39 (Phil Lynott) – Bonus Track - BBC Radio 1 John Peel Session
18. Whisky in the Jar – 5:55 (Tradizionale; arrangiamento di: Phil Lynott, Eric Bell e Brian Downey) – Bonus Track - BBC Radio 1 John Peel Session

## Formazione
- Philip Lynott - voce solista, basso, chitarra acustica
- Eric Bell - chitarra elettrica solista, chitarra acustica
- Brian Downey - batteria, percussioni

Musicisti aggiunti
- Clodagh Simonds - clavicembalo, mellotron
- Gary Moore - chitarra aggiunta in sovraincisione (brani: Buffalo Gal (1977 Overdubbed & Remixed Version), Sarah (1977 Overdubbed & Remixed Version) e Brought Down (1977 Overdubbed & Remixed Version))

Note aggiuntive
- Nick Tauber - produttore
- Registrazioni effettuate al De Lane Lea Music Centre di Wembley, Londra (Inghilterra)
- Louie Austin - ingegnere delle registrazioni
- Dick Plant, Tony Duggan e Desmond Najekodanni - assistenti ingegnere delle registrazioni
- Roy Esmond - fotografie[8]